# 양차오웨
양챠오웨(중국어 간체자: 杨超越, 정체자: 楊超越, 병음: Yáng Chāoyuè, 한자음: 양초월, 1998년 7월 31일 ~ )는 중국의 배우이자 가수, 무용가이다. 소속사는 원란 문화이다.

## 내력
2018년 4월 21일, 동영상 사이트 플랫폼 텐센트 비디오에서 주최한 걸 그룹 결성 프로젝트 서바이벌 프로그램 《창조 101》에 참가하였다. 6월 23일, 최종 순위 발표식에서 '제3위'를 차지하여, 프로젝트 걸 그룹 화전소녀 101의 일원이 되었다.
2020년 6월 23일, 프로젝트 걸 그룹 화전소녀 101의 예정된 그룹 활동 기한이 만료되어 그룹 해체와 동시에 그룹의 일원이 해제되었다. 이후 활동은 개인 활동을 중점으로 활동 방향성을 바꾸었다. 6월 24일, 개인 공작실을 정식으로 설립하였다.

## 음악 작품

### 싱글
| 발매일          | 곡 명칭 | 곡 설명                                       | 각주                                          |
| 2019년 7월 12일 | 《O.O》 | - 작사: - 작곡: - 편곡: - 프로듀서: - 레이블: | 프로젝트 걸 그룹 화전소녀 101 정규 1집 수록곡 |

## 영상 작품

### 드라마
- 2020년 텐센트 웹드라마 《극한17 : 우니동행》 - 샤오나 역
- 2020년 텐센트 웹드라마 《장야 2》 - 호천 역
- 2020년 텐센트 웹드라마 《월상중화》 - 봉무 역
- 2020년 텐센트 웹드라마 《중하만천심 : 풀하우스》 - 락천연 역
- 2020년 텐센트 웹드라마 《장안낙》 - 동약훤 역
- 2021년 동방 위성 텔레비전 동방극장 《이상지성》 - 두견 역
- 2022년 동방 위성 텔레비전 동방극장 《가유저매》 - 팡샹 역
- 2022년 텐센트 웹드라마 《설영웅수시영웅》 - 온유 역
- 2023년 텐센트 웹드라마 《중자》 - 중자 역
- 2023년 텐센트 웹드라마 《금일의가유 : 오늘도 힘내》 - 신우이메이 역
- 2023년 후난위성텔레비전 금응독파극장 《아적인간연화》 - 자이마오 역